# Карпачо
Карпа́чо (італ. carpaccio) — страва з тонко нарізаних шматочків сирого м'яса, приправлених оливковою олією з оцтом і (або) соком лимона. Традиційно подається як холодна страва або закуска. Сьогодні термін «карпачо» вживається стосовно практично до будь-якого тонко нарізаного продукту харчування, як то м'ясо, риба, морепродукти, гриби, фрукти, овочі та багато чого іншого.

## Історія
Страва була винайдена в Венеції в 1950 році Джузеппе Чіпріані (також відомим як винахідник коктейлю «Белліні»), власником культового «Harry's Bar», і названо на честь венеційського живописця епохи Ренесансу — Вітторе Карпаччо, чиї картини рясніли всілякими відтінками червоного кольору. Того року у Венеції проходила грандіозна виставка цього живописця. Чіпріані розробив цей рецепт спеціально для однієї відвідувачки, якій лікарі заборонили їсти м'ясо, приготоване при тепловій обробці.

## Рецепт
Традиційне карпачо готується з яловичого філе, тонко нарізаного за допомогою гострого ножа або спеціальної кухонної машини. Для кращого нарізування, м'ясо попередньо поміщається в морозильну камеру або обпалюється. Найрозповсюдженіший спосіб подачі карпачо з сиром пармезан, салатом рукола та томатами чері, що додає страві більш пікантний смак. Страва заправляється сумішшю оливкової олії холодного віджимання та оцтом, або лимонним соком.
В оригінальному рецепті Чіпріані, який досі використовується в Harry's Bar для приготування карпачо, м'ясо перед нарізкою не заморожувалося, а соус до страви складався з лимонного соку, молока, майонеза і Вустерського соусу.